# آمینو شکر

N-استیل گلوکزآمین

آمینو شکر (انگلیسی: Amino sugar) در شیمی آلی، شکر آمینه یک مولکول قند است که در آن یک گروه هیدروکسیل با یک گروه آمین جایگزین شده است. بیش از ۶۰ قند آمینه شناخته شده است که یکی از فراوان‌ترین آنها N-استیل گلوکوزامین (یک ۲-آمینو-۲ -دی‌اکسید قند)، که جزء اصلی کیتین است.
مشتقات قندهای حاوی آمین، مانند N-استیل گلوکزآمین و سیالیک اسید که نیتروژن آن‌ها بخشی از گروه‌های عملکردی پیچیده‌تر هستند و نه به‌طور رسمی آمین‌ها نیز قندهای آمینه در نظر گرفته می‌شوند. آمینوگلیکوزیدها دسته ای از ترکیبات ضد میکروبی هستند که سنتز پروتئین باکتریایی را مهار می‌کنند. این ترکیبات ترکیبی از قندهای آمینه و آمینو سیکلیتولها هستند.

## سنتز

### ازگلیکال
گلیکالها مشتقات انول اتر حلقوی مونوساکارید هستند که دارای پیوند دوگانه بین اتم‌های کربن ۱ و ۲ حلقه هستند. "N"-عملکردی شده از گلیکال‌ها در موقعیت C2، همراه با تشکیل پیوند گلیکوزیدی در C1 یک استراتژی رایج برای سنتز قندهای آمینه است. این را می‌توان با استفاده از آزیدها با کاهش بعدی که قند آمینه را به دست می‌آورد. یکی از مزایای معرفی بخش آزید در C-2 در توانایی غیر مشارکتی آن نهفته است، که می‌تواند به عنوان اساس سنتز انتخابی پیوند 1.2-cis-گلیکوزیدی عمل کند.
آزیدها انتخاب منطقه ای بالا می‌دهند، با این حال انتخاب استری هم در C-1 و هم در C-2 به‌طور کلی ضعیف است. معمولاً مخلوط‌های آنومریک به دست می‌آیند و استریوشیمی تشکیل‌شده در C-2 به شدت به زیرلایه‌های آغازین وابسته است. برای کهکشانی، افزودن آزید به پیوند دوگانه ترجیحاً از جهت استوایی اتفاق می‌افتد، زیرا مانع فضایی در بالای صفحه است که توسط گروه محوری در C-4 ایجاد می‌شود. برای گلوکال، آزید می‌تواند از هر دو جهت محوری و استوایی با احتمال تقریباً مشابه حمله کند، بنابراین انتخاب پذیری آن کاهش می‌یابد.
واکنش‌های تک گلدانی نیز گزارش شده است. به عنوان مثال گلیکال که توسط تیانترن-۵-اکسید و Tf2O فعال می‌شود با یک نوکلئوفیل آمید و یک گیرنده گلیکوزیل برای تولید ۱٬۲-ترانس C-2-آمیدوگلیکوزیدها درمان می‌شود. هر دو معرفی نیتروژن C-2 و تشکیل پیوند گلیکوزیدی به‌طور انتخابی مقدم هستند. این روش معرفی عملکردهای آمید طبیعی و غیرطبیعی را در C-2 امکان‌پذیر می‌کند و مهم‌تر از آن با تشکیل پیوند گلیکوزیدی به‌طور همزمان در یک روش یک گلدانی.

### از طریق جابجایی هسته دوست
جابجایی هسته دوست می‌تواند یک استراتژی مؤثر برای سنتز قندهای آمینه باشد،<یک سنتز کوتاه از ۱٬۳٬۴، ۶-تترا-O-استیل-۲-آزیدو-۲-دئوکسی-β-d-گلوکوپیرانوز و آلفا-گلوکوزیل کلرید مربوط است اما موفقیت به شدت به ماهیت نوکلئوفیل، نوع ترک گروه و محل آن بستگی دارد جابجایی روی حلقه‌های شکر یکی از جنبه‌های این مشکل این است که جابجایی‌ها در موقعیت C2 به دلیل قرار گرفتن در مجاورت مرکز آنومریک آهسته است. این به ویژه برای گلیکوزیدها با آگلیکون‌های محوری صادق است.
اپوکسیدها مواد اولیه مناسبی برای تحقق واکنش جابجایی هسته دوست برای وارد کردن آزید به C-2 هستند. انیدروشکر ۲۱ می‌تواند به تیوگلیکوزید ۲۲ تبدیل شود، که به عنوان یک اهدا کننده برای واکنش با الکل‌ها برای به دست آوردن عمل می‌کند ۲-آزید-۲-دئوکسی-O-گلیکوزیدها. احیای بعدی و استیلاسیون N 2- N-استامیدو-۲-دئوکسی گلیکوزیدهای مورد نظر را فراهم می‌کند.